# Wimbachgrieshütte
Die Wimbachgrieshütte ist eine Schutzhütte des Bezirks München der Naturfreunde Deutschland (NFD). Gelegen auf 1327 m ü. NHN Höhe in der Gemeinde Ramsau bei Berchtesgaden in den Berchtesgadener Alpen im Nationalpark Berchtesgaden, befindet sie sich im Wimbachgries, dem hinteren Teil des Wimbachtals, zwischen Watzmann, Großem Hundstod und Hochkalter. Das Schutzhaus ist aufgrund der leichten Erreichbarkeit von Ramsau aus ein beliebtes Ausflugsziel von Wanderern und Tagesgästen, aber auch ein ausgezeichneter Stützpunkt für Bergsteiger, die von dort aus größere Touren auf die umliegenden Gipfel und zu den Nachbarhütten unternehmen. Die berühmte Watzmannüberschreitung endet dort, außerdem verläuft die ebenfalls bekannte Watzmannumrundung an der Wimbachgrieshütte vorbei. Im Winter gelangt man mit Schneeschuhen oder Tourenskiern zur Hütte. Die größte Berchtesgadener Skitour, die Große Reibn, endet im Wimbachtal.

## Geschichte
Durch Regierungsentschließung vom 29. September 1919 wurde die Liegenschaft der alten Hütte der Griesalm auf 30 Jahre an die Ortsgruppe München der Naturfreunde verpachtet und 1920 von Bad Reichenhaller sowie Salzburger Naturfreunden als Notunterkunft instand gesetzt. (Nach Jahresangabe im Dachfirstbalken stand die 1922 abgebrochene, ursprünglich als Schäferhütte erbaute Windachhütte seit 1546 an dieser Stelle.) Da das Haus dem vermehrten Besuch nicht mehr zu genügen vermochte, wurde 1922 bis 1924 ein kompletter Neubau errichtet: ein kleines, einfaches Bergunterkunftshaus, das als Wimbachgrieshütte am Pfingstsonntag, dem 8. Juni 1924, feierlich eröffnet werden konnte. Der günstige Standort zwischen Watzmann und Hochkalter im leicht zugänglichen Gries sorgte schon früh für einen großen Andrang, so dass im Laufe der Zeit mehrmals Umbauten und Vergrößerungen anstanden. Zuletzt wurde die Hütte 2001 nach dem neuesten umwelttechnischen Stand mit Solaranlagen und ergänzendem Blockheizkraftwerk sowie einer aufwändigen Kläranlage ausgebaut.

## Zugänge
- Von der Wimbachbrücke (630 m) bei Ramsau durch das Wimbachtal, leicht, Gehzeit: 2½ Stunden
- Von Sankt Bartholomä (605 m, erreichbar per Boot) über Schrainbachtal, Sigeretplatte und Trischübelpass (1770 m), mittel, Gehzeit: 4 Stunden

## Übergänge
- Blaueishütte (1680 m) über Wimbachschloss, Hochalmscharte und Schärtenalm, mittel, Gehzeit: 6 Stunden
- Ingolstädter Haus (2120 m) über Loferer Seilergraben, Kematenschneid und Hochwies, mittel, Gehzeit: 5 Stunden
- Ingolstädter Haus über Trischübelpass und Hundstodgatterl, mittel, Gehzeit: 4 Stunden
- Kärlingerhaus (1635 m) über Trischübelpass, Oberlahner und Funtensattel, mittel, Gehzeit: 4 Stunden

## Gipfelbesteigungen
- Watzmann-Südspitze (2713 m) über Schönfeldgraben und Südwestflanke, Schwierigkeitsgrad I-II nach UIAA, wird meist im Abstieg begangen, Gehzeit im Aufstieg etwa 5 Stunden
- Hirschwiese (2114 m) über Trischübelpass und Südflanke, leicht, Gehzeit: 2½ Stunden
- Schneiber (2330 m) über Trischübelpass, Hundstodgatterl und Westrücken, unschwierig, ab Hundstodgatterl nicht markiert, Gehzeit: 3 Stunden
- Großer Hundstod (2594 m) über Trischübelpass, Hundstodgatterl und Ostgrat, Schwierigkeitsgrad II nach UIAA, Gehzeit: 4½ Stunden
- Großes Palfelhorn (2222 m) über Loferer Seilergraben und Südwestgrat, mittel, Gehzeit: 2½ Stunden
- Seehorn (2321 m) über Loferer Seilergraben und Kematenschneid, mittel, Gehzeit: 3 Stunden

## Karte
- Alpenvereinskarte 1:25.000, Blatt BY 21, Nationalpark Berchtesgaden, Watzmann